# ليلي بالمر
ليلي بالمر (بالألمانية: Lilli Palmer )‏ (و. 1914 – 1986 م) هي ممثلة، وكاتِبة، ولاعبة تنس الطاولة، وكاتبة سير ذاتية، وممثلة أفلام ألمانية، ولدت في بوزنان، توفيت في لوس أنجلوس، عن عمر يناهز 72 عاماً، بسبب سرطان.

## جوائز
حصلت على جوائز منها:
- صليب القائد لنيشان استحقاق جمهورية ألمانيا الاتحادية.

## وصلات خارجية
- ليلي بالمر على موقع IMDb (الإنجليزية)
- ليلي بالمر على موقع الموسوعة البريطانية (الإنجليزية)
- ليلي بالمر على موقع روتن توميتوز (الإنجليزية)
- ليلي بالمر على موقع مونزينجر (الألمانية)
- ليلي بالمر على موقع ألو سيني (الفرنسية)
- ليلي بالمر على موقع ميوزك برينز (الإنجليزية)
- ليلي بالمر على موقع أول موفي (الإنجليزية)
- ليلي بالمر على موقع قاعدة بيانات برودواي على الإنترنت (الإنجليزية)
- ليلي بالمر على موقع قاعدة بيانات الأفلام السويدية (السويدية)
- ليلي بالمر على موقع إن إن دي بي (الإنجليزية)